# Mahajangasuchus
Mahajangasuchus foi um gênero de crocodilo pré-histórico que viveu durante o período Cretáceo Superior em Madagascar. Seus fósseis foram encontrados em 1998 na Formação Maevarano que se encontra no norte de Madagascar.

## Descrição
A aparencia deste animal era semelhante ao de um moderno crocodilo, entretanto possuía uma cabeça bem maior com fortes mandíbulas equipadas de longos e afiados dentes. O Mahajangasuchus possuía um corpo robusto com fortes membros, o tamanho total de seu corpo chegava a medir de 4 a 5 metros de comprimento.

## Como vivia
Provavelmente este animal vivia a beira de lagos com costumes semelhantes dos modernos crocodilos. Sua alimentação deveria ser formada de tartarugas, peixes e outros animais de médio porte que viviam nos lagos.